# Julio Crespo MacLennan
Julio Crespo MacLennan (Madrid, 1970) es un historiador y escritor, exdirector del Instituto Cervantes en Londres (septiembre de 2012 a septiembre de 2017) y actual investigador del Cañada Blanch Centre en la London School of Economics. 

## Trayectoria
Es hijo del periodista y abogado Pedro Crespo de Lara. Se licenció en Historia Moderna en la Universidad de Oxford. Cursó una maestría de Relaciones Internacionales en el Instituto Universitario Ortega y Gasset, amplió estudios en París y se doctoró en el St. Antony’s College de la Universidad de Oxford.
Ha enseñado historia y relaciones internacionales en diversas universidades de España, Reino Unido y Estados Unidos. Ha sido Santander Iberian and European Studies Fellow en la Universidad de Oxford, profesor visitante de la cátedra Príncipe de Asturias de la Universidad de Tufts y profesor asociado de la IE University y la IE Business School.
Comenzó su trayectoria académica en el centro de Estudios Ibéricos del St. Antony’s College, fundado por Raymond Carr, donde surgió una influyente escuela de historiadores y especialistas en la España moderna. Allí presentó su tesis doctoral, dirigida por el historiador Charles Powell que fue publicada en inglés bajo el título de Spain and the process of European integration. Su segunda obra España en Europa, del ostracismo a la modernidad (Marcial Pons, 2004), analiza el europeísmo español en el siglo XX y la influencia de la Comunidad Europea en la transformación de España desde la dictadura a la democracia. Su tercera obra, Forjadores de Europa, grandes europeístas y euroescépticos del siglo XX explica la construcción de Europa a través de un ensayo biográfico sobre sus grandes protagonistas. En los últimos años ha centrado su investigación en el análisis histórico de la época de supremacía europea, lo que inspiró su obra más ambiciosa: Imperios, Auge y declive de Europa en el mundo, 1492-2012.
Además de estas obras ha publicado más de un centenar de artículos y reseñas en la prensa y en revistas especializadas. Colabora asiduamente en prensa española, especialmente el diario ABC. A lo largo de su trayectoria académica ha dictado conferencias en diversos foros en Europa, América y Oriente Medio. 
Paralelamente ha trabajado en el servicio exterior español y en la diplomacia cultural como director del Instituto Cervantes en Estambul, en Dublín y en Londres desde 2012. Entre sus actividades en dicho cargo cabe destacar la inauguración de la Biblioteca Reina Sofía, el ciclo de conversaciones con hispanistas eminentes del mundo de habla inglesa. También estuvo al frente del programa de celebración del IV centenario de la muerte de Shakespeare y Cervantes en el Reino Unido.
Fue vicepresidente de la organización Unión Europea Institutos Nacionales de la Cultura (EUNIC), en Londres.

## Obras
- Spain and the process of European integration, 1957–85, Palgrave 1999, ISBN 0-333-92886-5
- España en Europa, del ostracismo a la modernidad, Marcial Pons, 2004, ISBN 84-95379-67-8[2]
- (editor, con Declan M. Downey) Spain and Ireland through the ages, Four Courts Press, 2006, ISBN 978-1-85182-991-0[10]
- Forjadores de Europa, grandes europeístas y euroescépticos del siglo XX, Destino, 2009, ISBN 978-84-233-4118-4[3]
- Imperios, auge y declive de Europa en el mundo, 1492-2012, Galaxia Gutenberg, 2012, ISBN 978-84-1547209-4[4]